# Пинский десант
Пинский десант — тактический речной десант, высаженный 12 — 14 июля 1944 года катерами Днепровской военной флотилии в город Пинск в ходе Белорусской наступательной операции во время Великой Отечественной войны.

## План операции
В районе Пинска занимала оборону 2-я немецкая армия (командующий генерал-полковник Вальтер Вайс) — 23-й армейский корпус (командир — генерал инженерных войск Отто Тиман) и 1-я кавалерийская венгерская дивизия (командир — генерал-майор Анталь Ваттаи). При наступлении советских войск по Белоруссии овладение Пинском было трудной задачей — город расположен в центре болотисто-лесной местности на перекрёстке стратегически важных дорог. Вне дорог движение крупных масс войск невозможно. Единственный путь к городу для наступающих советских войск 61-й армии (командующий генерал-лейтенант П. А. Белов) 1-го Белорусского фронта проходил по долине реки Припять, которая, естественно, была заранее подготовлена противником к обороне. Наступление в лоб грозило большими потерями и утратой высокого темпа наступления. Кроме того, в Пинске находились стратегически важные переправы через Припять, захват которых имел огромное значение. Сам Пинск также был хорошо укреплён — два сплошных рубежа обороны и 7 узлов сопротивления с железобетонными дотами на въездах дорог в город.
В этой обстановке командование Днепровской флотилии (командующий капитан 1-го ранга В. В. Григорьев) предложило штабу 61-й армии осуществить скрытный переход кораблей флотилии в Пинск по реке Припять, оба берега которой на протяжении 18-20 километров были заняты врагом. Задача десанта — высадиться в черте города, сковать силы врага, вызвать замешательство обороняющихся по фронту вражеских войск. Высадка десанта была одобрена командующим фронтом генералом армии К. К. Рокоссовским. В десант был выделен 1321-й стрелковый полк 415-й стрелковой дивизии (около 600 человек, командир подполковник Молчанов), 66-й отдельный отряд дегазации и дымомаскировки флотилии. Высадка производилась эшелонами побатальонно. К операции были привлечены белорусские партизаны бригады генерал-майора А. Е. Клещева, получившие задачу в ночь операции скрытно уничтожить немецкие дозоры на реке вдоль маршрута следования кораблей. Артподготовка не производилась, так как план высадки был построен на внезапности.
В первый отряд высадки включались корабли 1-й Бобруйской бригады речных кораблей (командир бригады и командир высадки капитан 1-го ранга С. М. Лялько (7 бронекатеров, 5 катеров ПВО). Второй отряд высадки — 10 сторожевых катеров — должен был высаживать основные силы 1321 стрелкового полка. Кроме того, в операции был задействован отряд кораблей артиллерийской поддержки (3 плавбатареи, 6 бронекатеров), отряд дымомаскировки (4 катера-дымзавесчика) и противоминного обеспечения (один дивизион катеров-тральщиков), отряд полуглиссеров (12 единиц).

## Ход операции
С наступлением темноты 11 июля 1944 года отряд кораблей высадки с одним стрелковым батальоном на борту двинулся в путь. В 2 часа 45 минут 12 июля отряд был скрытно высажен на причалы речного порта Пинска. Десант быстро продвинулся в город, заняв ближайшие кварталы. С интервалом через 40—60 минут были высажены ещё два батальона с противотанковой артиллерией. Высадка оказалась полной неожиданностью для противника, в городе возникла паника. В ночном бою десантниками практически без потерь было уничтожено свыше 200 немецких солдат, выбегавших на улицу из домов на звуки стрельбы.
Однако ситуация осложнилась из-за неверного решения командира 415-й стрелковой дивизии: заметив отход немецких войск перед фронтом дивизии, он бросил в преследование остальные части дивизии, в том числе и предназначенный для высадки в Пинск 1321-й стрелковый полк. О своём решении он моряков не известил, и когда катера второго эшелона прибыли к месту погрузки полка, там никого не оказалось. Вместо полка с большим опозданием был высажен спешно сформированный отряд моряков с вспомогательных судов и береговых служб флотилии, а также из тыловых подразделений 415-й стрелковой дивизии (450 человек с легким стрелковым вооружением).
Однако с рассветом обстановка изменилась. Подтянув с фронта до двух полков, усиленных танками, противник контратаковал. В течение дня десант под натиском врага оставил ряд занятых ночью зданий, укрепившись в примыкавшем к порту густом парке. Всего за двое суток боя высадившийся полк отразил 25 атак, было уничтожено 12 танков, до 1000 солдат. В составе десанта вели бой освобождённые узники лагеря военнопленных (до 200 человек).
С целью поддержки войск в Пинск был направлен последний отряд кораблей — три бронекатера с десантом (450 человек). При подходе к порту они были обстреляны немецкими танками. Два катера, получившие наиболее тяжёлые повреждения, команды направили к причалу. Не дойдя до него, катера затонули, но благодаря их малой осадке бывшие на борту десантники добрались до берега и вступили в бой. Третий катер произвёл высадку непосредственно на причал. Остальные катера после высадки десанта остались в районе города, оказывая поддержку войскам артиллерийским и пулемётным огнём; уже в ходе операции к месту боя прибыли ещё 3 только что поступивших на флотилию плавбатареи с 100-мм орудиями, немедленно открывших огонь. Также оказывалась поддержка огнём фронтовой артиллерии (в десант было включено несколько групп корректировщиков огня с рациями). Непрерывно велась доставка боеприпасов катерами и по канатной переправе через Припять. На протяжении всей операции командир десанта имел постоянную связь со штабом 61-й армии.
Наступавшие с фронта войска 61-й армии встретили упорное сопротивление и вынуждены были преодолевать рубежи обороны один за другим. Тем не менее, их упорное наступление не позволило врагу сконцентрировать необходимые силы для уничтожения десанта. Кроме того, к городу были стянуты действовавшие в его окрестностях партизанские отряды, атаковавшие немецкие войска на окраинах и на ведущей к городу с запада дороге. Это также заставило противника распылять свои силы.
На рассвете 14 июля 1944 года с севера в Пинск ворвалась 397-я стрелковая дивизия 61-й армии и соединилась с десантом. К 6 часам утра противник спешно оставил город.

## Итоги операции
Со взятием Пинска темпы наступления войск 1-го Белорусского фронта на этом участке значительно возросли. Решительные действия десанта не позволили противнику уничтожить стратегически важные мосты через Припять, а единственный взорванный мост был в спешке подорван крайне неудачно (был повреждён только один пролёт моста, и уже к вечеру 14 июля по мосту было восстановлено движение автотранспорта).
Пинский десант стал крупнейшей десантной операцией Днепровской флотилии в годы войны. План операции был построен на дерзости и внезапности, но в условиях стремительного наступления советских войск этот риск вполне себя оправдал. Взаимодействие флотилии и сухопутных войск было организовано на высоком уровне, руководивший операцией командующий 61-й армией имел постоянную связь с десантом и оперативно реагировал на каждое изменение обстановки.
Потери флотилии в корабельном составе составили 3 бронекатера (БК-2, БК-92, БК-303) и 1 катер-тральщик РТЩ-205 (все потоплены вражеской артиллерией), ещё 15 катеров получили повреждения различной степени тяжести. Погибли в бою 14 и ранены 26 моряков.
За отличие в освобождении Пинска 9 морякам Днепровской флотилии и 1 бойцу 61-й армии присвоено звание Героя Советского Союза. Днепровская флотилия была награждена орденом Красного Знамени и получила Краснознамённый флаг. Из её личного состава ордена и медали за Пинский десант получили 576 человек.
На берегу реки в Пинске у братской могилы погибших при освобождении города 176 бойцов 61-й армии, моряков и партизан установлен памятник героям десанта — поднятый со дна погибший бронекатер.